# Старицкое шоссе
Ста́рицкое шоссе́ — улица в Твери на территории Пролетарского района.
Начинается после Первомайской рощи как продолжение улицы Маршала Конева, идёт на юго-запад до пересечения с Тверской объездной дорогой. Протяжённость — 1,7 км, после городской черты переходит в автодорогу 28К-0576 Тверь — Ржев, которую на участке до Старицы также называют Старицким шоссе.
В городе по обе стороны шоссе расположена промзона Борихино Поле (или Юго-западная промзона), в которой находятся несколько предприятий, в том числе фармацевтическая фабрика, склады, автобазы, а также гаражные кооперативы.

## История
Шоссе в городе проходит на месте издавна существовавшей дороги на Старицу и Ржев, кроме участка после поворота налево у Тверьгазстроя, где старая дорога шла прямо, через территорию Мигаловского аэродрома, а новый участок в 1930-е годы провели в обход аэродрома. Восточная половина шоссе включена в городскую черту в 1930-е года, западная — в 1960-е.